# Elmira Heights
Elmira Heights falu az USA New York államában, Chemung megyében. Lakosainak száma 3916 fő (2020. április 1.).

## Népesség
A település népességének változása:

| 2010 | 4 097 |
| 2020 | 3 916 |